# Anwar Wagdi
Anwar Wagdi (arabe : أنور وجدي, prononcé [ˈɑnwɑɾ ˈwæɡdi]), né Anwar Wagdi Yehia Elfattal le 11 octobre 1904 au Caire et mort le 14 mai 1955 à Stockholm (Suède), est un acteur, réalisateur, scénariste, producteur égyptien,,.

## Filmographie

### Acteur
- 1932 : Les Fils à papa
- 1935 : La Défense
- 1937 : La Dernière Solution
- 1938 : Le Docteur
- 1939 : La Volonté
- 1939 : La Descendance des bien-aimés
- 1939 : La Marchande de pommes
- 1939 : Les Ailes du désert
- 1940 : Leila, fille de la campagne
- 1940 : Vie obscure
- 1940 : L'Usine
- 1940 : Jeune Fille en révolte
- 1940 : Un cœur de femme
- 1941 : Victoire de la jeunesse
- 1941 : L'Usine aux épouses
- 1941 : J'aime la joie
- 1941 : Saladin
- 1942 : Le Tourbillon du désert
- 1942 : Les femmes sont en danger
- 1942 : Je me suis enfin marié
- 1942 : Sur la scène de la vie
- 1943 : Le Droit Chemin
- 1943 : Vive les femmes
- 1943 : Cléopâtre
- 1943 : L'Affaire du jour
- 1944 : Amour et vengeance
- 1944 : Leïla dans les ténèbres
- 1944 : Mensonges, toujours des mensonges
- 1944 : Un cœur un amour
- 1944 : Un baiser au Liban
- 1944 : Qui est le criminel ?
- 1944 : Les Victimes de l'amour
- 1945 : J'ai tué mon fils
- 1945 : La vie est une lutte
- 1945 : La Ville des bohémiens
- 1945 : La Nuit de vendredi
- 1945 : Leila, fille de pauvres
- 1945 : Nuit de bonheur
- 1945 : La Grande Faute
- 1945 : Entre deux feux
- 1945 : J'aime mon pays
- 1945 : Ragaa
- 1946 : Le Secret paternel
- 1946 : Moi et mon cousin
- 1946 : Fiancée à louer
- 1946 : Leila, fille de riches
- 1946 : La Terre du Nil
- 1947 : Fatma
- 1947 : Mon cœur me guide
- 1948 : Amour et jeunesse
- 1948 : Ambar
- 1948 : Le Divorce de Madame Souad
- 1949 : Caprices de femme (ar) (غزل البنات)
- 1950 : La Petite Yasmine
- 1950 : Le Prince de la vengeance
- 1951 : Naima la panthère
- 1951 : Goutte de rosée
- 1951 : Fenêtre d'amour
- 1951 : L'Éternel Amour
- 1953 : Dahab
- 1953 : Raya et Sakina
- 1953 : La Belle Héritière
- 1954 : Il a kidnappé ma femme
- 1954 : Les Cœurs humains
- 1954 : Le Monstre
- 1954 : Professeur Charaf
- 1954 : Quatre Filles et un officier
- 1954 : La Folie de l'amour

### Réalisateur
- 1945 : Leila, fille de pauvres
- 1946 : Leila, fille de riches
- 1947 : Mon cœur me guide
- 1948 : Ambar
- 1948 : Le Divorce de Madame Souad
- 1949 : Caprices de femme
- 1950 : La Petite Yasmine
- 1951 : Veille de noces
- 1951 : Goutte de rosée
- 1951 : L'Éternel Amour
- 1953 : Dahab
- 1953 : La Belle Héritière
- 1954 : Quatre Filles et un officier

### Producteur
- 1945 : Leila, fille de pauvres
- 1946 : Leila, fille de riches
- 1946 : Fleurs et épines
- 1947 : Mon cœur me guide
- 1948 : Ambar
- 1948 : Le Divorce de Madame Souad
- 1949 : Soir de fête
- 1949 : Caprices de femme
- 1950 : Le Héros
- 1950 : La Petite Yasmine
- 1950 : Le Millionnaire
- 1951 : Madame Feyrouz
- 1951 : Veille de noces
- 1951 : Goutte de rosée
- 1951 : Fenêtre d'amour
- 1951 : L'Éternel Amour
- 1952 : Le Clou de Goha
- 1953 : Dahab
- 1953 : La Belle Héritière
- 1954 : Péché interdit
- 1954 : Quatre Filles et un officier